# شهرستان نفتگورسکی
شهرستان نفتگورسکی (به لاتین: Neftegorsky District) یک شهرستان در روسیه است که در استان سامارا واقع شده‌است.